# Schwerion
Ein Schwerion ist ein Ion besonders großer Masse; es gibt allerdings keine scharfe Grenze, ab der ein Ion als „schwer“ gilt.
Von besonderem Interesse sind Schwerionen in der Teilchenphysik, da sie aufgrund ihrer hohen elektrischen Ladung leicht elektrisch beschleunigt werden können. Aufgrund ihrer großen Masse bekommen sie dabei einen hohen Impuls und hohe kinetische Energie. Diese Energie kann dann in Stoßprozessen freigesetzt werden. 
Solche Experimente dienen insbesondere zum Studium des Quark-Gluon-Plasmas. Ein weiteres Experimentierfeld für Schwerionen ist die Verschmelzung schwerer Atomkerne zu noch schwereren Kernen, die wegen ihrer kurzen Halbwertszeiten nicht natürlich vorkommen (siehe Insel der Stabilität). Praktische Anwendungen beschleunigter Schwerionen gibt es z. B. in der Medizin (Schwerionentherapie) und in Konzepten für die Trägheitsfusion.
Als Schwerionenbeschleuniger werden Anlagen bezeichnet, die auch Strahlen von Schwerionen – also nicht nur von Protonen, Helium-Ionen oder anderen sehr leichten Ionen – bereitstellen können. 
Das GSI Helmholtzzentrum für Schwerionenforschung (ehemals Gesellschaft für Schwerionenforschung) in Darmstadt zählt zu den führenden Forschungseinrichtungen der Schwerionenforschung.